# Unterreit
Unterreit – gmina w Niemczech, w kraju związkowym Bawaria, w rejencji Górna Bawaria, w regionie Südostoberbayern, w powiecie Mühldorf am Inn, wchodzi w skład wspólnoty administracyjnej Gars am Inn. Leży około 20 km na południowy zachód od Mühldorf am Inn.

## Demografia
| Rok  | Liczba mieszk. |
| 1970 | 1385           |
| 1987 | 1354           |
| 2000 | 1623           |
| 2005 | 1668           |

### Struktura wiekowa
Dane o ludności z 31 grudnia 2008:
| Opis                                | Ogółem | Ogółem | Kobiety | Kobiety | Mężczyźni | Mężczyźni |
| ----------------------------------- | ------ | ------ | ------- | ------- | --------- | --------- |
| Jednostka                           | osób   | %      | osób    | %       | osób      | %         |
| Populacja                           | 1737   | 100    | 846     | 48,7    | 891       | 51,3      |
| Wiek przedprodukcyjny (0–17 lat)    | 386    | 22,22  | 169     | 9,73    | 217       | 12,49     |
| Wiek produkcyjny (18–65 lat)        | 1064   | 61,26  | 519     | 29,88   | 545       | 31,38     |
| Wiek poprodukcyjny (powyżej 65 lat) | 287    | 16,52  | 158     | 9,1     | 129       | 7,43      |

## Polityka
Wójtem gminy jest Gerhard Forstmeier z FWGW, rada gminy składa się z 12 osób.
|      | FWGW | FWGG | FWG | Razem |
| 2008 | 6    | 3    | 3   | 12    |
| 2002 | 5    | 3    | 4   | 12    |

## Oświata
W gminie znajduje się przedszkole (50 miejsc).